# 足もとに流れる深い川
『足もとに流れる深い川』（あしもとにながれるふかいかわ、原題：So Much Water So Close to Home）は、アメリカの小説家レイモンド・カーヴァーの短編小説。

## 概要
『スペクトラム』1975年秋号に掲載された。短編集『怒りの季節』（キャプラ・プレス、1977年11月）に収録。
編集者のゴードン・リッシュによって、本作品は「70パーセント」の削除を受け、短編集『愛について語るときに我々の語ること』（クノップフ社、1981年4月20日）に収録された。
短編集『愛について語るときに我々の語ること』の成功によりカーヴァーは一躍名声を得たが、オリジナルに戻すことを望んだ彼は、エッセイや詩や小説を集めた次の単行本『ファイアズ (炎)』（キャプラ・プレス、1983年4月14日）に削除前のバージョンを再収録した。『ファイアズ』バージョンは、生前に出版された精選作品集『Where I'm Calling From: New and Selected Stories』（アトランティック・マンスリー・プレス、1988年5月）にも収録された。
オリジナル原稿は2009年刊行の短編集『ビギナーズ』（ジョナサン・ケープ社）に収録された。
映画監督のロバート・アルトマンはカーヴァーの9つの短編と1編の詩をもとに『ショート・カッツ』（1993年）を作るが、本作品もその中のひとつに選ばれている。

## 翻訳者との関係および日本語版
翻訳者の村上春樹にとって、「足もとに流れる深い川」はカーヴァーと出会った最初の作品であり、また最初に訳した作品であった。村上は言う。
「僕がカーヴァーを最初に見つけたのは、たまたま The West Coast Fictions というアンソロジーを読んでまして、カーヴァーのところにきたら、もうそこのページだけが光り輝いているんです。ビリビリくるのね。そのときに読んだのは "So Much Water So Close to Home"、『足もとに流れる深い川』と訳したっけ。僕は読んでもう本当に胸が震えるぐらいびっくりしたんです。『これだ！』と思った」
日本語版は『海』1983年5月号が初出。ほどなくして村上が独自に編纂した短編集『ぼくが電話をかけている場所』（中央公論社、1983年7月25日）に収録される。
そのほか、『THE COMPLETE WORKS OF RAYMOND CARVER 2　愛について語るときに我々の語ること』（同社、1990年8月10日）、『THE COMPLETE WORKS OF RAYMOND CARVER 4　ファイアズ（炎）』
（同社、1992年9月10日）、『Carver's Dozen レイモンド・カーヴァー傑作選』（同社、1994年12月7日）、『ビギナーズ』（中央公論新社、2010年3月30日）等に収録された。　